# Ніна Дзіллі
Ніна Дзіллі (італ. Nina Zilli, справжнє ім'я Марія К'яра Фраскетта (італ. Maria Chiara Fraschetta) — італійська співачка, композиторка, авторка пісень, продюсерка. Представниця Італії на пісенному конкурсі Євробачення 2012 із піснею «L'amore è femmina» (італ.Любов по-жіночому).

## Дитинство
Народилася 2 лютого 1980 року в П'яченці. Все своє дитинство провела в містечку Госсоленго, що знаходиться за 9 кілометрів на південний захід від П'яченці. Почала виступати в 13 років під впливом панк- та рок-музики 1970-х рр. Згодом юна Марія переїздить до Ірландії. Саме тому вона відмінно володіє двома мовами — англійською та італійською. Після повернення на батьківщину, вступила до консерваторії Liceo Scientifico Respighi, де вчилася співу (сопрано) та грі на фортепіано. 1997 року створила власну поп-групу «The Jerks». Закінчивши консерваторію, переїхала до США, де пробула два роки живучи в Чикаго і Нью-Йорку.

## Дебют
У 2000 році Марія К'яра дебютувала на телебаченні як віджей для MTV, а пізніше працювала співведучою Реда Ронні (Red Ronnie) в останній версії передачі «Roxy Bar» на TMC2.
В цей час співачка отримала контракт на запис з її новою групою Chiara&Gliscuri, заснованою в 2000 році. 2001 року Chiara&Gliscuri випустила перший сингл «Tutti al mare». Група також почала працювати над альбомом, проте через деякі суперечності з лейблом він так і не вийшов. Chiara&Gliscuri активно співпрацювала з музикантами, що грали в стилі рокстеді та регі, такими як Africa Unite (Bomboclaat Crazy) та Franziska.

## Сольна кар'єра
У 2009 році був підписаний контракт з компанією Universal Music Group, та під псевдонімом Nina Zilli вийшов однойменний дебютний мініальбом «Nina Zilli». Псевдонім складається з імені її улюбленої співачки Ніни Сімон (англ. Nina Simone) та прізвища матері К'яри — Зіллі (італ. Zilli). 31 липня цього ж року виходить ще один сингл «50 mila», записаний разом з Джуліано Пальма (Giuliano Palma). Пісня стає радіохітом, включається в саундтрек фільму «Холості постріли» (італ. Mine vaganti) режисера Ферзана Озпетека та у відеогру «Pro Evolution Soccer 2011».
Серед власних пісень Ніни Зіллі зі звучанням соул та R&B, як згадка про 1960-ті рр., виходить пісня «L'amore verrà» (укр.Любов), італійська кавер-версія на хіт «You Can't Hurry Love» (з текстом, написаним Піно Кассією) — пісня, що привела до успіху групу Supremes в 1966 році.

## Участь у музичних фестивалях 2010

### Фестиваль Сан-Ремо
На конкурсі в категорії «Нове покоління Сан-Ремо» на 60-му Фестивалі італійської пісні (2010), Ніні Зіллі з піснею «L'uomo che amava le donne» (укр. Чоловік, який кохав жінок) входить у п'ятірку фіналістів. Вона виграє премію критиків «Mia Martini», премію «Sala Stampa Radio TV» (преса/радіо/ТБ) та премію «Assomusica 2010» (за найкращий живий виступ). Сингл був схвалений Італійською асоціацією компаній звукозапису (FIMI) і був включений в дебютний альбом Зіллі «Sempre lontano», випущеного 19 лютого 2010 року. В ефірному хіт-параді пісня займає 19-те, згодом — 14-те місце. «L'uomo che amava le donne» стає одним із хітів, що звучать в ефірі радіостанцій по всій Італії.
18 лютого 2011 року альбом «Sempre lontano» став платиновим в Італії, оскільки кількість продаж перевищувала 60 000 примірників.
20 квітня 2011 року альбом отримав статус «золотого».

### Concerto del Primo Maggio
У 2010 році Ніні Зіллі бере участь в щорічному фестивалі Concerto del Primo Maggio (укр. Першотравневі концерти) на майдані Сан-Джованні в Римі.
Зіллі бере участь у Wind Music Awards у Веронському амфітеатрі, де нагороджується як «Новий артист».
5 листопада 2010 року Ніні випускає новий сингл «Bacio D'ad(d)io» (італ. Поцілунок Бога). Це перша пісня з «Sempre Lontano Special Edition», нового видання першого альбому. Нова версія диску складається з DVD з записом концерту, що відбувся в клубі Blue Note в Мілані. 8 листопада вийшов відеокліп на пісню «Bacio D'ad(d)io».
У 2011 році була номінована на 2011 TRL Awards в номінаціях «Best Look» і «Italians Do It Better».
У 2012 році після перемоги на фестивалі в Сан-Ремо отримала можливість представити свою країну на Євробаченні.

## Дискографія
Альбоми:
- Sempre lontano (2010)
- L'amore è femmina (2012)

Мініальбом:
- Nina Zilli (2009)

Сингли
- 50mila (2009)
- L'inferno (2009)
- L'amore verrà (2009)
- L'uomo che amava le donne (2010)
- Bacio d'a(d)dio (2010)
- Per Sempre (2012)
- L'amore è femmina (2012)